# Церемония закрытия летних Олимпийских игр 2016
Церемония закрытия XXXI летних Олимпийских игр состоялась 21 августа 2016 года на стадионе «Маракана» в Рио-де-Жанейро.

## Арена
Специально к чемпионату мира по футболу 2014 года, а также к Олимпийским и Паралимпийским играм 2016, на стадионе Маракана был начат масштабный проект по реконструкции. Старая трибунная чаша, имевшая двухъярусную конфигурацию, подверглась демонтажу, освободив место для новой одноярусной чаши. Железобетонные перекрытия стадиона заменили на предварительно напряжённое стеклопластиковое покрытие, защищённое снаружи слоем политетрафторэтилена. Новая крыша закрывает 95 % сидячих мест стадиона, что выгодно отличает её от прошлого проекта, где под защиту попадали только некоторые сидячие места верхнего кольца трибун и отдельные сидячие места, расположенные над входными воротами в каждый из секторов.

## Церемония
Действо прошло на том же стадионе «Маракана»», где Игры и открывались.

### Парад атлетов
Сначала состоялся парад атлетов: все спортсмены, которые остались в Рио до окончания Олимпиады, прошли по стадиону по коридору, составленному из национальных флагов.
Организаторы сделали церемонию закрытия похожую традиционному бразильскому карнавалу: она прошла под зажигательные латиноамериканские мелодии, переведенные на современные ритмы. Атмосферу праздника не испортил даже дождь, который начался в самый разгар церемонии. После парада атлетов была показана красочная программа, составленная по мотивам национальной культуры Бразилии, и лазерное шоу.
По традиции, глава МОК Томас Бах вручил медали марафонцам, которые заняли призовые места. Также публично были представлены новые члены Международного Олимпийского комитета.

### Презентация Токио-2020
Следующая летняя Олимпиада пройдет в Токио, поэтому на закрытии предыдущей состоялась презентация города как столицы Игр-2020 в виде японского шоу с голограммами. Состоялась передача олимпийской эстафеты. Мэр Рио-де-Жанейро передал олимпийский флаг губернатору Токио Юрико Коикэ.
После этого президент Международного Олимпийского комитета объявил Игры в Рио закрытыми, которые отмечены угасанием огня и праздничным салютом.

## Окончание с карнавалом
Окончание игр ознаменовали выступления с речью председателя оргкомитета, Карлоса Артура Назмэна, и президента МОК, Баха, назвавшего спортивное мероприятие «чудесными Олимпийскими играми в чудесном городе». Mariene de Castro спела у олимпийского огня и пламя было погашено разбрызгивателями воды. Церемония окончилась фейерверком и красочным шоу, напоминающим о знаменитом карнавале в Рио. При этом демонстрировалась танцевальная музыкальная культура Бразилии. Парадное шествие из 250 человек возглавила бразильская фотомодель Изабель Гулар и дворник Renato Sorriso; фоновая композиция — гимн карнавала — исполнялась Cidade Maravilhosa. На церемонии закрытия выступили 6 певцов школ самбы: Ciganerey (Mangueira), Emerson Dias (Grande Rio), Ito Melodia (União da Ilha), Leozinho Nunes (São Clemente), Tinga (Unidos da Tijuca) и Wantuir (Paraíso do Tuiuti) а также другие танцоры, которые будут выступать на карнавале Рио в 2017 году.